# Pohlia novae-seelandiae
Pohlia novae-seelandiae är en bladmossart som beskrevs av Hugh Neville Dixon 1915. Pohlia novae-seelandiae ingår i släktet nickmossor, och familjen Bryaceae. Inga underarter finns listade i Catalogue of Life.